# Соловець Євгенія Пилипівна
Євгенія Пилипівна Соловець (нар. 8 вересня 1938, місто Керч, тепер Автономної Республіки Крим) — українська радянська діячка, бригадир Керченського будівельного управління № 21 тресту «Керчметалургбуд» Кримської області. Депутат Верховної Ради УРСР 8—10-го скликань. 

## Біографія
Народилася в родині робітника. Освіта середня.
У 1955—1966 роках — маляр, штукатур, плиточник-облицювальник Керченського будівельного управління № 21 тресту «Керчметалургбуд» Кримської області.
З 1966 року — бригадир опоряджувальників (оздоблювальників) Керченського будівельного управління № 21 тресту «Керчметалургбуд» Кримської області.
Потім — на пенсії в місті Керчі Автономної Республіки Крим.

## Нагороди
- орден «Знак Пошани»
- ордени
- медаль «За доблесну працю. В ознаменування 100-річчя з дня народження Володимира Ілліча Леніна» (1970)
- медалі